# Scy-Chazelles
Scy-Chazelles és un municipi francès, situat al departament del Mosel·la i a la regió del Gran Est. L'any 2007 tenia 2.799 habitants.

## Demografia

### Població
El 2007 la població de fet de Scy-Chazelles era de 2.799 persones. Hi havia 1.135 famílies, de les quals 340 eren unipersonals (143 homes vivint sols i 197 dones vivint soles), 352 parelles sense fills, 361 parelles amb fills i 82 famílies monoparentals amb fills. La població d'habitants censats ha evolucionat segons el següent gràfic:

### Habitatges
El 2007 hi havia 1.263 habitatges, 1.177 eren l'habitatge principal de la família, 18 eren segones residències i 67 estaven desocupats. 655 eren cases i 606 eren apartaments. Dels 1.177 habitatges principals, 742 estaven ocupats pels seus propietaris, 420 estaven llogats i ocupats pels llogaters i 15 estaven cedits a títol gratuït; 14 tenien una cambra, 93 en tenien dues, 234 en tenien tres, 248 en tenien quatre i 588 en tenien cinc o més. 957 habitatges disposaven pel capbaix d'una plaça de pàrquing. A 555 habitatges hi havia un automòbil i a 508 n'hi havia dos o més.

### Piràmide de població
La piràmide de població per edats i sexe el 2009 era:
| Homes | Edats   | Dones |
| ----- | ------- | ----- |
| 0     | 95 o +  | 0     |
| 4     | 90 a 94 | 12    |
| 0     | 85 a 89 | 20    |
| 16    | 80 a 84 | 24    |
| 36    | 75 a 79 | 29    |
| 48    | 70 a 74 | 56    |
| 40    | 65 a 69 | 64    |
| 49    | 60 a 64 | 64    |
| 64    | 55 a 59 | 52    |
| 104   | 50 a 54 | 97    |
| 85    | 45 a 49 | 92    |
| 68    | 40 a 44 | 100   |
| 116   | 35 a 39 | 108   |
| 84    | 30 a 34 | 112   |
| 96    | 25 a 29 | 88    |
| 64    | 20 a 24 | 56    |
| 64    | 15 a 19 | 68    |
| 104   | 10 a 14 | 68    |
| 68    | 5 a 9   | 100   |
| 96    | 0 a 4   | 80    |

## Economia
El 2007 la població en edat de treballar era de 1.831 persones, 1.377 eren actives i 454 eren inactives. De les 1.377 persones actives 1.293 estaven ocupades (651 homes i 642 dones) i 84 estaven aturades (35 homes i 49 dones). De les 454 persones inactives 171 estaven jubilades, 160 estaven estudiant i 123 estaven classificades com a «altres inactius».

### Ingressos
El 2009 a Scy-Chazelles hi havia 1.151 unitats fiscals que integraven 2.681 persones, la mediana anual d'ingressos fiscals per persona era de 23.075 €.

### Activitats econòmiques
Dels 166 establiments que hi havia el 2007, 5 eren d'empreses de fabricació d'altres productes industrials, 23 d'empreses de construcció, 29 d'empreses de comerç i reparació d'automòbils, 4 d'empreses de transport, 2 d'empreses d'hostatgeria i restauració, 3 d'empreses d'informació i comunicació, 9 d'empreses financeres, 15 d'empreses immobiliàries, 45 d'empreses de serveis, 20 d'entitats de l'administració pública i 11 d'empreses classificades com a «altres activitats de serveis».
Dels 45 establiments de servei als particulars que hi havia el 2009, 2 eren oficines bancàries, 6 tallers de reparació d'automòbils i de material agrícola, 1 taller d'inspecció tècnica de vehicles, 3 paletes, 1 guixaire pintor, 4 fusteries, 3 lampisteries, 1 electricista, 3 empreses de construcció, 2 perruqueries, 12 agències de treball temporal, 1 restaurant, 3 agències immobiliàries, 1 tintoreria i 2 salons de bellesa.
Dels 7 establiments comercials que hi havia el 2009, 2 eren supermercats, 1 un supermercat, 2 botiges de menys de 120 m², 1 una botiga de menys de 120 m² i 1 una fleca.

## Equipaments sanitaris i escolars
L'únic equipament sanitari que hi havia el 2009 era un hospital de tractaments de mitja durada (seguiment i rehabilitació). El 2009 hi havia 2 escoles maternals i 2 escoles elementals.

## Poblacions properes
El següent diagrama mostra les poblacions més properes.